# Epidromia concisa
Epidromia concisa là một loài bướm đêm trong họ Erebidae.